# Ancerville, Moselle
Ancerville är en kommun i departementet Moselle i regionen Grand Est (tidigare regionen Lorraine) i nordöstra Frankrike. Kommunen ligger i kantonen Pange som tillhör arrondissementet Metz-Campagne. År 2022 hade Ancerville 299 invånare.

## Befolkningsutveckling
Antalet invånare i kommunen Ancerville
| Referens: INSEE |